# Двораковская, Иоанна
Иоанна Двораковская (пол. Joanna Dworakowska; 21 октября 1978, Варшава — 13 апреля 2024, Варшава) — польская шахматистка, гроссмейстер среди женщин (1997), международный мастер среди мужчин (2001).

## Биография
Первого успеха она достигла в 1993 году, когда победила на чемпионате Польши по шахматам среди девушек в возрастной группе U20. В том же году дебютировала на чемпионате Польши по шахматам среди женщин. Впоследствии стала многократной участницей чемпионатов Польши по шахматам среди женщин, в которых завоевала три золотые (1997, 1998, 2001), три серебряные (1995, 2000, 2003) и бронзовую (2006) медаль.
Участвовала в юношеских чемпионатах Европы и на чемпионате мира по шахматам в различных возрастных группах. В 1997 году стала вице-чемпионкой мира по шахматам среди девушек в возрастной группе U20. Два раза была бронзовым призёром на чемпионатах Европы по быстрым шахматам среди девушек (2000, 2006). В 1996 году победила на международном женском турнире по шахматам в Крыница-Здруй. В 2002 году в Хайдарабаде поделила 9-е — 12-е место в турнире розыгрыша Гран-при ФИДЕ среди женщин. В 2004 году в Стамбуле завоевала серебро на чемпионате мира по шахматам среди студенток.
Участвовала в женских чемпионатах мира по шахматам по системе с выбиванием:
- в 2000 году в Нью-Дели после победы в первом туре во втором туре проиграла Наталье Жуковой[3];
- в 2001 году в Москве после победы во втором туре над Наной Иоселиани в третьем туре проиграла Пэн Чжаоцинь[4];
- в 2004 году в Элисте в первом туре снова проиграла Пэн Чжаоцинь[5].

Представляла сборную Польши на крупнейших командных турнирах по шахматам:
- в шахматных олимпиадах участвовала шесть раз (1996—2004, 2010). В командном зачёте завоевала бронзовую (2002 году) медаль;
- в командных чемпионатах Европы по шахматам участвовала шесть раз (1999—2001, 2005—2009, 2013). В командном зачёте завоевала золотую (2005) и серебряную (2007) медаль. В индивидуальном зачёте завоевала серебряную (2009) медаль;
- в командном чемпионате мира по шахматам участвовала в 2009 году и в индивидуальном зачёте завоевала бронзовую медаль.

Умерла 13 апреля 2024 года в возрасте 45 лет.